# Clifford Jordan
Clifford Laconia Jordan (Chicago, 2 de septiembre de 1931 - Manhattan, 27 de marzo de 1993) fue un saxofonista tenor y soprano, flautista, pianista y compositor de jazz norteamericano. Originalmente de Chicago, donde empezó tocando el saxo tenor en bandas de R&B, Jordan se mudó en 1957 a la ciudad de Nueva York, donde grabó extensamente además de realizar giras por Europa y África. Grabó y actuó con Art Farmer, Horace Silver, Max Roach, J.J. Johnson y Kenny Dorham, entre otros. En años posteriores, actuó con el cuarteto Eastern Rebellion de Cedar Walton, y dirigió sus propios grupos, incluyendo una big band.

## Biografía
Estudia el piano de niño y a los 14 años se pasa al saxo tenor, que estudia con Walter Dyett, con compañeros de clase como John Gilmore, Johnny Griffin y Richard Davis.
Comenzó su carrera profesional con actuaciones en el área de Chicago con músicos como Max Roach, Sonny Stitt y con algunos grupos de R&B, antes de trasladarse a Nueva York en 1957.
Allí causó una extraordinaria impresión y lideró tres álbumes para Blue Note (entre ellos, uno con John Gilmore) y realizó giras con Horace Silver (1957-1958), J.J. Johnson (1959-1960), Kenny Dorham (1961-1962) y Max Roach (1962-1964), músicos con los que también grabaría.
Tras actuar en Europa con Eric Dolphy en el sexteto de 1964 de Charles Mingus, Jordan trabajó especialmente como líder, pero fue siempre infravalorado debido a que no terminó de involucrarse planamente en la vanguardia jazzística.
Realizó también varias giras por Europa, estuvo en un cuarteto liderado por Cedar Walton en 1974-1975 y en sus últimos años estuvo al frente de una big band.
Clifford Jordan grabó como líder para Blue Note, Riverside, Jazzland, Atlantic (un pequeño disco de canciones de Leadbelly), Vortex, Strata-East], Muse, Frontiers Records, SteepleChase Records, Criss Cross Jazz, Bee Hive, DIW, Milestone y Mapleshade.

## Discografía

### Como líder
| Año lanzamiento | Fecha grabación                              | Título                                              | Discográfica         | Músicos |
| --------------- | -------------------------------------------- | --------------------------------------------------- | -------------------- | --- |
| 1957            | 3 de marzo de 1957                           | Blowing In From Chicago                             | Blue Note            | Clifford Jordan (ts); John Gilmore (ts); Horace Silver (p); Curley Russell (b); Art Blakey (d). |
| 1957            | 2 de junio de 1957                           | Clifford Jordan                                     | Blue Note            | Clifford Jordan (ts); Curtis Fuller (tb); John Jenkins (as); Ray Bryant (p); Paul Chambers (b); Art Taylor (d). |
| 1957            | 26 de julio de 1957                          | Jenkins, Jordan and Timmons                         | New Jazz             | John Jenkins (as); Clifford Jordan (ts); Bobby Timmons (p); Wilbur Ware (b); Dannie Richmond (d). |
| 1958            | 10 de noviembre de 1957                      | Cliff Craft                                         | Blue Note            | Clifford Jordan (ts); Art Farmer (tp); Sonny Clark (p); George Tucker (b); Louis Hayes (d). |
| 1960            | 10 de agosto de 1960                         | Spellbound                                          | Riverside            | Clifford Jordan (ts); Cedar Walton (p); Spanky DeBrest (b); Albert Heath (d). |
| 1961            | 14 de febrero de 1961                        | A Story Tale                                        | Riverside            | Clifford Jordan (ts); Sonny Red (as); Tommy Flanagan (p en 1-5); Ronnie Mathews (p en 6-8); Art Davis (b); Elvin Jones (d). |
| 1961            | 14 y 15 de junio de 1961                     | Starting Time                                       | Jazzland             | Clifford Jordan (ts); Kenny Dorham (tp); Cedar Walton (p); Wilbur Ware (b); Albert Heath (d). |
| 1962            | 28 de diciembre de 1961, 10 de enero de 1962 | Bearcat                                             | Jazzland             | Clifford Jordan (ts); Cedar Walton (p); Teddy Smith (b); J.C. Moses (d). |
| 1965            | 1 y 17 de febrero de 1965                    | These are My Roots: Clifford Jordan Plays Leadbelly | Atlantic             | Clifford Jordan (ts); Roy Burrowes (tp); Julian Priester (tb); Cedar Walton (p); Chuck Wayne (bjo); Richard Davis (b); Albert Heath (d); Sandra Douglas (voc en 3 y 8). |
| 1970            | 12 y 25 de octubre de 1966                   | Soul Fountain                                       | Vortex               | Clifford Jordan (ts, p en 2, fl en 6-8); Jimmy Owens (tp, fis); Julian Priester (tb); John Patton (org en 6-8); Frank Owens (p, org en 1-5); Ben Tucker (b en 1-5); Bob Cranshaw (b, eb en 1-5); Bobby Durham (d en 1-5); Billy Higgins (d en 6-8); Ray Barretto (cng en 6-8); Joe Wohletz (per, bon en 6-8); Orestes Vilato (per en 1-5). |
| 1972            | primavera 1969                               | In the World                                        | Strata-East          | Clifford Jordan (ts); Don Cherry (cnt en 1); Kenny Dorham (tp); Julian Priester (tb); Wynton Kelly (p); Richard Davis (b, vc); Ed Blackwell (d, en 3-4); Roy Haynes (d, en 3-4); Albert Heath (d, en 1-2). |
| 1974            | 29 de octubre de 1973                        | Glass Bead Games                                    | Strata-East          | Clifford Jordan (ts); Stanley Cowell (p en 1, 4-7, 10 y 11); Cedar Walton (p en 2-3, 8-9 y 12); Bill Lee (b, en 1, 4-7, 10 y 11); Sam Jones (b en 2-3, 8-9 y 12); Billy Higgins (d, per) |
| 1985            | 5 de abril de 1974                           | Half Note                                           | SteepleChase         | Clifford Jordan (ts); Cedar Walton (p); Sam Jones (b); Albert Heath (d) |
| 1975            | 26 de marzo de 1975                          | Night of the Mark VII                               | Muse                 | Clifford Jordan (ts); Cedar Walton (p); Sam Jones (b); Billy Higgins (d) |
| 1977            | 29 de marzo de 1975                          | On Stage Vol. 1                                     | SteepleChase         | Clifford Jordan (ts); Cedar Walton (p); Sam Jones (b); Billy Higgins (d) |
| 1978            | 29 de marzo de 1975                          | On Stage Vol. 2                                     | SteepleChase         | Clifford Jordan (ts); Cedar Walton (p); Sam Jones (b); Billy Higgins (d) |
| 1979            | 29 de marzo de 1975                          | On Stage Vol. 3                                     | SteepleChase         | Clifford Jordan (ts); Cedar Walton (p); Sam Jones (b); Billy Higgins (d) |
| 1975            | 18 de abril de 1975                          | Firm Roots                                          | SteepleChase         | Clifford Jordan (ts, fl en 2); Cedar Walton (p); Sam Jones (b); Billy Higgins (d) |
| 1975            | 18 de abril de 1975                          | The Highest Mountain                                | SteepleChase         | Clifford Jordan (ts, fl en 7); Cedar Walton (p); Sam Jones (b); Billy Higgins (d) |
| 1977            | 18 y 19 de mayo,1976                         | Remembering Me-Me                                   | Muse                 | Clifford Jordan (ts); Roy Burrowes (tp, fis); Chris Anderson (p, ep); Wilbur Ware (b en 1, 2, 5 y 6); Kyoto Fujiwara (b en 3-4); George Avaloz (d); Hank Diamond Smith (voc en 2 y 6, per en 4); Boo Boo Monk (voc en 2 y 4); Donna Jordan (voc en 4); Terri Plair (voc en 4).                                                             |
| 1978            | 5 de abril de 1977                           | Inward Fire                                         | Muse                 | Clifford Jordan (ts, fl); Dizzy Reece (tp); Howard Johnson (tu); Pat Patrick (ts, fl); Muhal Richard Abrams (p); Jimmy Ponder (g); Richard Davis (b); Louis Hayes (d); Grover Everette (d); Azzedine Weston (cng); Donna Jewel Jordan (voc en 2); Joe Lee Wilson (voc en 5).                                                               |
| 1980            | 9 de febrero de 1978                         | The Adventurer                                      | Muse                 | Clifford Jordan (ts); Tommy Flanagan (p); Bill Lee (b); Grady Tate (d). |
| 1978            | 25 de julio de 1978                          | Hello, Hank Jones                                   | Eastworld            | Clifford Jordan (ts); Hank Jones (p); Reginald Workman (b); Freddie Waits (d). |
| 1981            | 5 de septiembre de 1981                      | Hyde Park After Dark                                | RCA                  | Clifford Jordan (ts); Von Freeman (ts); Cy Touff (tp); Norman Simmons (p); Victor Sproles (b); Wilbur Campbell (d). |
| 1984            | 9 de febrero de 1984                         | Repetition                                          | Soul Note            | Clifford Jordan (ts); Barry Harris (p); Walter Booker (b); Vernel Fournier (d). |
| 1985            | 3 de agosto de 1984                          | Dr. Chicago"                                        | Bee Hive Records     | Clifford Jordan (ts); Red Rodney (tp, fis); Jaki Byard (p); Ed Howard (b); Vernel Fournier (d). |
| 1984            | 1 de octubre de 1984                         | Two Tenor Winner                                    | Criss Cross Jazz     | Clifford Jordan (ts); Junior Cook (ts); Kirk Lightsey (p); Cecil McBee (b); Eddie Gladden (d). |
| 1985            | 18 de abril de 1985                          | The Rotterdam Session                               | Audio Daddio         | Clifford Jordan (ts); Philly Joe Jones (d); James Long (b). |
| 1987            | 23 de diciembre de 1986                      | Royal Ballads                                       | Criss Cross Jazz     | Clifford Jordan (ts); Kevin O'Connell (p); Ed Howard (b); Vernel Fournier (d). |
| 1990            | 16-18 de octubre de 1987                     | Live at Ethell's                                    | Mapleshade           | Clifford Jordan (ts); Kevin O'Connell (p); Ed Howard (b); Vernel Fournier (d). |
| 1990            | 3 de septiembre de 1989                      | Blue Head                                           | Candid               | Clifford Jordan (ts, ss); David "Fathead" Newman (as, ts, fl); Ted Dunbar (g); Charles "Buddy" Montgomery (p); Todd Coolman (b); Marvin "Smitty" Smith (d). |
| 1994            | 26-30 de diciembre de 1989                   | Masters from Different Worlds                       | Mapleshade           | Clifford Jordan (ts, ss en 1-3, 6, y 9); Ran Blake (p); Julian Priester (tb en 2, 3 y 5); Windmill Saxophone Quartet (en 2 y 8), con Jesse Meman (as), Tom Monroe y Kent Plant (ts) y Clayton Englar (bars); Steve Williams (d en 2, 4, 5 y 10); Alfredo Mojica (cng en 2); Claudia Polley (voc en 5 y 8).                                 |
| 1990            | 1990                                         | Four Play                                           | DIW                  | Clifford Jordan (ts); James Williams (p); Richard Davis (b); Ronnie Burrage (d). |
| 1997            | 1989-1991                                    | The Mellow Side of Clifford Jordan                  | Mapleshade           | Clifford Jordan (ts, ss); Kenny Reed (tp en 3); Julian Priester (tb en 6); Carter Jefferson (ts en 2 y 6); Fred Cook (bars en 6); Chris Anderson (p en 7); Larry Willis (p en 3); Mike LeDonne (org en 1); Rudy Turner (g en 4); Edson Machado (d en 1); Nasser Abadey (per en 2 y 6).                                                     |
| 1997            | 25-31 de diciembre de 1990                   | Play What You Feel                                  | Mapleshade           | Clifford Jordan (ts, dir); Joe Gardner (tp); Dean Pratt (tp); Dizzy Reece (tp); Don Sickler (tp); Benny Powell (tb); Kiane Zawadi (tb, euf); Charles Davis (as); John Jenkins (as); Junior Cook (ts); Lou Orenstein (ts); Willie Williams (ts); Robert Eldridge (bars); Ronnie Mathews (p); Ed Howard (b); Tommy Campbell (d).             |
| 1992            | 7 de octubre de 1991                         | Play What You Feel                                  | Milestone            | Clifford Jordan (ts, dir); Stephen Furtado (tp); Dean Pratt (tp); Dizzy Reece (tp); Don Sickler (tp); Brad Shigeta (tb); Kiane Zawadi (euf); Jerome Richardson (as); Sue Terry (as); Lou Orenstein (ts); Willie Williams (ts); Charles Davis (bars); Ronnie Mathews (p); David Williams (b); Vernel Fournier (d).                          |
| 2023            | agosto de 1974                               | Drink Plenty Water                                  | Harvest Song Records | Clifford Jordan (ts); Dick Griffin (tp); Bill Hardman (tp); Charlie Rouse (cl); Bernard Fennell (vc); Stanley Cowell (p); Sam Jones (b); Bill Lee (b); Billy Higgins (d); David Smyrl (voc); Donna Jordan Harris (voc); Kathy O'Boyle (voc); Denise Williams (voc); Muriel Winston (voc).                                                  |

Abreviaturas de instrumentos musicales: arm (armónica), as (saxofón alto), b (contrabajo), "bjo" (banjo, bars (saxofón barítono), "bon" (bongos), "cl" (clarinete); clv (clavecín), cng (conga), cnt (corneta), d (batería), "dir" (Director musical); eb (bajo eléctrico), ep (piano eléctrico), "euf" (Bombardino); fis (fliscorno), fl (flauta), g (guitarra), mrb (marimba), org (órgano), p (piano), per (percusión), sint (sintetizador), ss (saxofón soprano), tb (trombón), tp (trompeta), tpa (trompa), ts (saxofón tenor), tu (tuba), vc (violonchelo), vib (vibráfono), voc (vocalista), vn (violín), vtb (trombón con válvulas).

### Como músico de sesión
Con Paul Chambers
- Paul Chambers Quintet (1957)

Con Sonny Clark
- My Conception (1957)
- Sonny Clark Quintets (1958)

Con Richard Davis
- Epistrophy & Now's the Time (Muse, 1972)
- Dealin' (Muse, 1973)

Con Eric Dolphy
- Iron Man
- Conversations
- Town Hall Concert (Blue Note)

Con Art Farmer
- Mirage (Soul Note, 1982)
- You Make Me Smile (Soul Note, 1984)
- Something to Live For: The Music of Billy Strayhorn (Contemporary, 1987)
- Blame It on My Youth (Contemporary, 1988)
- Ph.D. (Contemporary, 1989)
- Live at Sweet Basil (Evidence, 1992)

Con Dizzy Gillespie
- To Bird with Love (Telarc, 1992)

Con Slide Hampton
- Roots (Criss Cross, 1985)

Con Andrew Hill
- Shades (1986)

Con J. J. Johnson
- J.J. Inc.

Con Charles McPherson
- Con Alma! (Prestige, 1965)

Con Carmen McRae
- Any Old Time (1986)
- Carmen Sings Monk (1988)

Con Charles Mingus
- Mingus in Europe Volume I (Enja, 1964 [1980])
- Mingus in Europe Volume II (Enja, 1964 [1980])
- Charles Mingus Sextet with Eric Dolphy (Cornell 1964)
- Astral Weeks
- Right Now: Live at the Jazz Workshop (Fantasy, 1964)

Con Lee Morgan
- Here's Lee Morgan (Vee-Jay, 1960)
- Expoobident (Vee-Jay, 1960)
- Take Twelve (Jazzland, 1962)

Con Pony Poindexter
- Pony's Express (Epic, 1962)

Con Dizzy Reece
- Manhattan Project (Bee Hive, 1978) – con Roy Haynes, Art Davis, Charles Davis, Albert Dailey)

Con Max Roach
- Percussion Bitter Sweet (Impulse!, 1961)
- It's Time (Impulse!, 1962)
- Speak, Brother, Speak! (Fantasy, 1962)

Con Sahib Shihab
- The Jazz We Heard Last Summer (Savoy, 1957)

Con Horace Silver
- Further Explorations (Blue Note, 1958)

Con Charles Tolliver
- Music Inc. (Strata-East, 1971)

Con Mal Waldron
- What It Is (Enja, 1981)

Con Cedar Walton
- Spectrum (Prestige, 1968)
- The Electric Boogaloo Song (Prestige, 1969)
- A Night at Boomers, Vol. 1 (Muse, 1973)
- A Night at Boomers, Vol. 2 (Muse, 1973)
- The Pentagon (East Wind, 1976)

Con Joe Zawinul
- Money in the Pocket (Atlantic, 1967)